# ブルーフロウ
『ブルーフロウ』（Blue Flow）は2005年3月4日に工画堂スタジオから発売されたWindows用リアルタイムシナリオシミュレーションゲーム。同年6月24日には、追加ミッションなどを収録した『ブルーフロウ ファンディスク』が発売された。続編としてブルーブラスターがある。

## 概要
工画堂スタジオには、戦術シミュレーションゲームとして同社の看板タイトルとも言えるうさぎさんチームの『パワードール』シリーズがあるが、その流れを汲みつつもとっつきやすい作品となることを目指して制作された作品である。
パワードールでは、例えば女性ばかりのキャラクターが登場し性格付けなどの設定も存在するが、一般的なノベルタイプの美少女ゲームのように本編中で彼女たちのストーリーが展開することはほとんどなく、あくまでもシミュレーションゲームとしての"遊べる部分"に特化した作りとなっていた。これは一方で、ユーザーによる、各キャラクターの設定を基にした創作活動が盛んとなる一因ともなっていた。しかしながら、このようなコンセプトで制作されていたことは特にシミュレーションゲームを得意としないゲームユーザーにとって、パワードールシリーズに対してのハードルが高くなってしまう要因ともなっており、それを解消してより広いユーザーに探求することを考え、ブルーフロウが企画された。
このようなコンセプトを実現するための方策として、登場する各キャラクターによるドラマ性の高いシナリオとそれに伴うノベルパートの採用、多数のイベント絵、シミュレーションパートでの操作性の改善やシミュレーションゲームを苦手とするユーザーを念頭に置いた難易度設定などが盛り込まれた。これらの考え方は続編となるブルーブラスターにおいても、改良の上継承された。
しかしながら、パワードールシリーズに対してのハードルを下げる考えで制作された本作においても、シミュレーションパートは決して簡単なものではなく、このようなゲームを苦手とするユーザーにとっては少々手強いものとなっている。また、パワードールシリーズの流れを汲んではいるが、『羅刹2』に近いシステムであると指摘するメディアもある。

## ストーリー
惑星ネクタルに住むユアンは友人のジョーカー、黒帯と共に地球軍の輸送機が墜落するのを偶然目撃する。生存者を救出するため墜落地点に向かった彼らは、地球軍が開発した新型機ブルーフロウの存在を知ると共に輸送機を撃墜した惑星連合軍のパワーローダーに囲まれてしまう。
ユアンはこの危機を乗り切るために、ブルーフロウに乗り込む。

## キャラクター
ユアン・オンリー
声：川上とも子
本作の主人公で惑星ネクタルに住む14歳の少年。ローダーの操縦に関しては天才的な才能を持つ。ブリーティング画面から続くキャラクター紹介画面でのいわゆる「おさわりモード」は、ユアンの手によって行われている。
ジョーカー
声：岸尾大輔
本名、アル・ボルジア。ユアンの友人で同じく14歳。実家が民間の工場で、その手伝いの経験を生かして部隊内ではローダーの整備を手伝っている。女性、特にお姉さんタイプの年上の女性に目がない。いい加減な性格をしており、レイチェルとよくもめる。
黒帯
声：古賀寛之
本名、バシュラール・ボネット。ユアンの友人で一つ年上の15歳。一つ違いと思えないほどの落ち着きを持ち、体力・知力両面で様々な特技を持つ。本編後半ではその情報処理能力の高さを買われ、白瀬の秘書となる。

### 広報部隊
クロウディア・スール
声：田中理恵
平和維持軍第177広報部隊の隊長で、その容姿・実力ともに隊長としてふさわしいものを持っている。過去の経歴・プライベートなど一切について、他の隊員たちは彼女のことを全く知らない。
マキ・アルディート
声：池澤春菜
広報部隊の副隊長。その抜群の容姿から、彼女のグラビアは前線の兵士の間では人気が高い。性格はよく言えば姉御肌だが、実際は恐ろしくいい加減な上に強引である。
クロウディアのことはとても尊敬し、慕っており、続編『ブルーブラスター』にもレギュラーキャラクターとして引き続き登場する。
レイチェル・ジェラス
声：森永理科
いい加減な副隊長に頭を痛める部隊のまとめ役。規律を重んじるがゆえに多大な軋轢を招くことも多い。
アリーナ・マルシアン
声：カンザキカナリ
優秀な射撃の腕を買われて広報部隊に引き抜かれてきた。職人肌だが友人は少なく、外出もほぼしない。
クララ・ゲーレン
声：田中理恵
電子・工作戦のエキスパート。もとはパイロットではなくエンジニアだった。着用する眼鏡は溶接時の眼球保護や簡易モニターなど、多彩な機能を備えている。
ヒビキ・イチモンジ
声：友永朱音
常に先陣を任される切込み要員。周りとの連携と戦術を軽視しがちな傾向があるせいで、よく戦場で孤立する。
元は武術道場の看板娘であったため、グラビアよりも型の演舞などの芸術的側面で人気を集めている。
リンリン・ザッツギーダン
声：村田あゆみ
元は航空ショーの最年少パイロットで、戦績に繋がるとは限らないが機械全般に対する適応力が極めて高い。かなりおちゃらけた性格のため、部隊のムードメーカーになっている。
妹が10人以上もおり、すぐ下の妹シンシンは続編『ブルーブラスター』のレギュラーキャラクターとして登場する。
マルグリッド・シャルマン
声：森永理科
「マルグリッド」という名前が呼びにくいのか、隊員達に好き勝手にあだ名をつけられている。
広報部隊に来たのはセクハラを逃れたい一心だった。だが、サービスショットを強要されることに辟易し、いつかより良い部署に異動するための修練を続けている。
カタリーナ・ウィル・アルカイック
声：川上とも子
将校の家系の子女。育ちが良いので物腰は柔らかく気品がある。反面、（特に乱戦の）戦場では戸惑うことが多々ある。
ミリエッタ・ファイン
声：友永朱音
マキの士官学校時代の同級生。一般部隊の所属だったが、マキに強引に広報部隊に引き抜かれた。
アリシア・アリエス
声：カンザキカナリ
新人隊員。ローダーによるレスリング競技のアマチュアチャンピオン。その実績を盾に自らを売り込んできた。
グラビアでも人気を博すが本性は恐るべき小悪魔で、本来の性格も恐ろしく自己中心的。そのため同僚からの評判はとても悪く、ルゥをあからさまに嫌っている。
五十嵐たまお
声：森永理科
配属三年目の隊員ながらも、新人研修中の全過程においてトラブルを起こしており、それが原因でいまだに新人研修を修了出来ずにいる。実家は水星コロニーの農家である。
コニー・メラネサ
声：池澤春菜
新人隊員。決して無愛想ではないが、常に落ち着いて物事を見ている。元は惑星連合に脅かされる辺境星の予備役兵で、故郷を守る仲間達を鼓舞するために広報部隊へ転属してきた。
ルゥ・ハイエンジ （声：友永朱音）
新人隊員。長い研修を修了させてようやく人並みになった程度で、その能力は最低。新人の中でもたまお以上の足手まといで、特にアリシアから嫌われている。
高名かつ高圧的な父親から自立したい一心で、この部隊に飛び込んできた経緯を持っている。
白瀬
声：友永朱音
広報部隊のオペレーター。隊員たちとは常に一定の距離をとっている。
カナ
声：田中理恵
見た目5歳ぐらいに見える、全てが謎の少女。広報部隊に保護されたとことがきっかけで、広報部隊と共に行動するようになった。

### 惑星連合軍
ジェリド・ツァーリ
声：白石稔
惑星連合軍の大佐。惑星ネクタルを地球軍から守るという使命感に燃えている。過去に広報部隊に散々な目に遭わされて以来、目の敵にしている。
メリッサ・プラントン
声：カンザキカナリ
ジェリド直属の部下で、部隊のみんなから慕われている。

## パワーローダー

### 地球軍
ブルーフロウ
地球軍の新型機。特殊部隊用として従来機とは異なるコンセプトで設計されたため、高いポテンシャルを誇る反面、非常に高度な操縦技術が要求される。従来機よりも強力な、レーザー砲やガトリング砲などの専用装備を使用できる。
センチュリオン
地球軍の主力ローダー。汎用型。旧式化しつつある。
センチュリオンMk3
汎用型の最新モデル。両肩に重火器類を装備できるようになった。
インプレグナー
防御シールドを装備した白兵戦に特化した機体。
ディリジェント
罠の設置・発見、味方機の修理、固定砲台の設置などに特化した工兵型の機体。複座式。
アルバレスト
後方からの支援に特化したローダー。両肩に強力なレーザー砲を搭載している。
エクスペダイト
戦地での索敵・電子戦に特化した機体。ECMによって敵の放った誘導兵器および敵による索敵の妨害をする。
ファンタズマ
光学迷彩による高度なステルス機能を有し、この機能を有効にすると敵からはまったく認識されなくなる。
インフィニティア
ブルーフロウを基に広報部隊専用に開発された機体。両肩のレーザーが大型化されている。

### 惑星連合軍
エリュトロンアヂーン
惑星連合軍の最新鋭ローダー。防御シールドや多弾頭ロケットを装備し、耐久性・機動力にも優れる。ジェリド専用機。

## 用語
GS（Gene Strengthening Human）
もとは宇宙開発用に作られたいわゆる人工人間。 人道的な問題により、強化人間の開発は中断されたが、軍は優秀な兵士としての強化人間の研究に着手。 そして生まれた彼らは、高い戦闘能力と身体能力を兼ね備える存在となった一方、寿命が短いという欠点も併せ持つことになった。 続編である『ブルーブラスター』では、ネクタル戦役後の密約により、地球軍から強化人間の一人「クロウディア」を「供与」された惑星連合穏健派が、独自に強化人間の研究に着手する。それによって生まれたSG (The Second Generation) と呼ばれる強化人間は、従来の能力に加えて、比較的豊かな感情・情緒を持ち、諜報戦にも対応できるようになった。 実際に数名のSGが、敵側である平和維持軍に潜入していたといわれている。

## ブルーフロウ ファンディスク
ブルーフロウ ファンディスクは2005年6月24日に工画堂スタジオ・いるかさんちーむから発売された『ブルーフロウ』のファンディスク。
ブルーフロウのエンディング後を語った追加ミッションの『プルーフロウEXTRA』、サイドエピソードやエンディング後の想いを主要キャラ3人が綴ったサウンドドラマ、デスクトップアクセサリー、アートワークコレクション、などで構成される。

## 関連CD
- Blue Flow sound collection（KDCA-0036 2005年4月27日発売）